# Learning for Nature
ラーニング・フォー・ネイチャー（Learning for Nature）は、国際連合開発計画（UNDP）が提供するe-learningプログラムである。このプログラムは、生物多様性の政策立案者、変革者、現場の専門家をつなぎ、生物多様性条約の愛知目標の達成や持続可能な開発目標（SDGs）の達成を促進することを目的としている。

## 概要
Learning for Natureは、生物多様性と持続可能な開発に関する最新の知識やツールを提供することで、政策立案者や実践者、地域社会や先住民族の能力を向上させることを目指している。また、ピアツーピアの学習や知識交換を促進することで、自然に基づく解決策（NBS）の普及に貢献することも目標としている。
Learning for Natureでは、以下のようなさまざまな能力開発の機会を提供している。
- コース：オンラインで受講できるコースで、生物多様性や持続可能な開発に関するテーマを扱っている。コースには自己学習型のものや集合型（MOOC）のものがある。
- ウェビナー：生物多様性や持続可能な開発に関する最新の話題や事例を紹介するオンラインセミナーで、専門家や実践者が登壇する。
- ポッドキャスト：生物多様性や持続可能な開発に関する話題や事例を聴くことができるオーディオコンテンツで、専門家や実践者が出演する。
- Google Earthストーリー：Google Earthを使って生物多様性や持続可能な開発に関する話題や事例を視覚的に伝えるコンテンツで、地球上のさまざまな場所を訪れることができる。
- バーチャルイベント：オンラインで開催されるイベントで、生物多様性や持続可能な開発に関する話題や事例を紹介する。イベントにはパネルディスカッションやワークショップなどがある。

Learning for NatureはYouTubeチャンネルも運営しており、過去に開催されたコースやウェビナーの動画やトレーラーなどを視聴することができる。
Learning for NatureはNDCパートナーシップのメンバーでもあり、気候変動に対応した国別貢献（NDC）の策定や実施に役立つリソースやツールを提供している。